# Flávio Molina (militante)
Flávio Carvalho Molina (Rio de Janeiro, 8 de novembro de 1947 — São Paulo, 7 de novembro de 1971) foi um estudante brasileiro perseguido e morto durante a ditadura militar. Sua morte, no contexto do regime de exceção, é investigada pela Comissão da Verdade pelas ações contra os direitos humanos que aconteceram durante aquele período.

## Biografia
Flávio Carvalho Molina nasceu em 8 de novembro de 1947, na cidade de Guanabara no Rio de Janeiro (RJ). Filho de Álvaro Andrade Lopes Molina e Maria Helena Carvalho Molina. Era apaixonado por camping, alpinismo e música clássica. Cursou o primário nos colégios São Bento e São José. A consciência política de Flávio se desenvolveu, e consequentemente o interesse pela militância política, ainda quando cursava o científico no Colégio Mallet Soares nos anos de 1966 e 1967, onde havia repressão policial e manifestações estudantis.
A data mais provável de sua prisão é o dia 6 de novembro de 1971, mas não entrava mais em contato com familiares e companheiros desde o dia 4. Flávio foi morto um dia antes de completar 24 anos, no dia 7 de novembro de 1971. 

## Militância estudantil
Foi preso pela primeira vez em 1968, quando era calouro na Escola de Química da Universidade Federal do Rio de Janeiro (UFRJ), na Praia Vermelha. A situação fez parte de uma ação repressiva das forças policiais em uma assembleia geral da União Nacional dos Estudantes (UNE) e pela UME-RJ no dia 20 de junho. O abuso de poder desencadeou a reação conhecida como Passeata dos Cem Mil, cinco dias depois. Naquela data, foi invadido o campus onde Molina estudava e cerca de 400 estudantes foram encaminhados para o antigo campo de futebol do Botafogo, ao lado do Hospital Rocha Maia, onde foram fichados.
Já na faculdade, Flávio entrou para a Escola de Química da Universidade Federal do Rio de Janeiro, na Praia Vermelha no ano de 1968. No dia 20 de junho daquele ano foi preso em decorrência de uma invasão policial no campus da universidade na tentativa de reprimir a assembleia geral convocada pena UNE(União Nacional dos Estudantes) e pela UME-RJ(União Municipal dos Estudantes do Rio de Janeiro) no Teatro Arena. Foram reprimidos cerca de 400 estudantes que no antigo campo do Botafogo, perto do Hospital Rocha Maia, de forma violenta o que chocou a opinião pública. 
Em julho de 1969 decidiu deixar a a casa de seus pais e trancou sua matrícula na faculdade, vivendo a partir desse momento na clandestinidade, por medo de ser preso novamente por estar sendo perseguido pelas forças de repressão e ter sido indiciado em inquérito na 2ª Auditoria do Exército, que foi absolvido posteriormente. Neste momento foram pedidos duas vezes sua  prisão preventiva. Naquele ano, ele passou a militar na Ação Libertadora Nacional (ALN). 
Seguiu para Cuba em novembro daquele ano para realizar treinamento de guerrilha, onde ficou por mais de um ano. Em meados de 1971, retornou ao Brasil como militante do Molipo - Movimento de Libertação Popular. Manteve contato com a família até julho de 1970 através de encontros ou de cartas.
Segundo o Dossiê dos Mortos e Desaparecidos Políticos no Brasil Flávio teria sido preso em 6 de novembro de 1971, em São Paulo (SP), entretanto, o livro Vala Clandestina de Perus menciona que a data do cárcere de Flávio Molina é incerta, variando, conforme a fonte, entre o dia 4/11 e 6/11. Flávio foi preso por agentes do DOI-CODI/SP, em cuja sede foi torturado até a morte em 7 de novembro de 1971 
Segundo o Dossiê dos Mortos e Desaparecidos Políticos no Brasil, no dia 6 de novembro de 1971, Flávio teria sido preso por agentes do DOI-CODI em São Paulo, onde foi torturado e morto no dia 7.
A identificação do corpo e sepultamento pela família aconteceu apenas no dia 10 de novembro de 2005, mais de 30 anos após o ocorrido. 

## Prisão e morte
Flávio Carvalho Molina morreu em circunstâncias ainda não totalmente esclarecidas. É provável que tenha sido preso no dia 6 de novembro de 1971, em São Paulo por agentes do Destacamento de Operações de Informações – Centro de Operações de Defesa Interna de São Paulo (DOI/CODI-SP), onde especula-se que foi torturado até a morte no dia seguinte, de acordo com o relatório da CEMDP.
A morte de Flávio Molina é mencionada pela primeira vez em 29 de agosto de 1972, pelo jornal O Globo, que noticiou o fato como decorrente de um confronto com policiais em São Paulo. Sua família procurou as autoridades para descobrir detalhes, como o local de enterro, mas não consegui as informações. A própria Justiça Militar não levou em consideração as notícias sobre a morte do militante e passou a ser condenado como revel. Ou seja, foi acusado de não comparecer ao processo. Seu nome foi excluído dos autos apenas na data do julgamento, quando foi extinta sua punibilidade por morte, a partir de informação prestada pelo então diretor geral do Departamento de Ordem Política e Social (DOPS), Romeu Tuma. Mesmo assim, a família não recebeu qualquer notificação oficial sobre a morte de Flávio.
Na versão oficial, o militante foi morto em tiroteio ao tentar reagir à prisão. Entretanto, segundo testemunho de presos políticos, ele foi assassinado no Departamento de Operações Internas - Centro de Operações de Defesa Interna (DOI-CODI), em São Paulo. Os agentes da repressão identificados foram Dulcídio Wanderley Boschilia, Pedro Ivo e Renato D'Andréia. Os médicos legistas envolvidos foram José Henrique da Fonseca e Renato Capellano.
Em 1979, os familiares são informados da morte de Flávio por meio da localização de documentos da Justiça Militar. No ofício encontrado, estava o atestado de óbito que identificava Álvaro Lopes Peralta, nome falso usado pelo militante.
Flávio Carvalho Molina foi enterrado como indigente no Cemitério de Perus no dia 9 de novembro de 1971. Cinco anos depois, foi transferido para uma vala comum. O laudo do exame necroscópico, realizado em 16 de novembro de 1971 no IML/SP, n° 43.715, com o nome falso estava associado à verdadeira identidade de Flávio.
A família deu entrada em um processo contra a União Federal em novembro de 1991. O Ministério Público Federal começou a investigar a interrupção dos processos de identificação dos ossos da Vala de Perus a partir de 1999. Em 1992, a família de Flávio promoveu uma ação cível por danos morais e materiais na Justiça Federal. O governo federal concordou em financiar o exame de DNA em 2003, quando o então ministro da SEDH, Nilmário Miranda, levou amostras de sangue e de ossos da família para Buenos Aires, mas não obtiveram resultados conclusivos. Após diversas tentativas de análise de DNA, o corpo de Flávio Molina foi identificado em um laboratório particular em São Paulo em setembro de 2005, quinze anos depois da abertura do Cemitério de Perus.
A urna com os restos mortais foi entregue à família no auditório da Procuradoria da República, em São Paulo, em 10 de outubro de 2005, ou seja, durante todo esse tempo, seu corpo foi dado como desaparecido. Flávio Carvalho Molina foi sepultado no Cemitério São João Batista, no Rio de Janeiro.
Na Comissão da Verdade, Suzana Keniger Lisbôa foi relatora do caso, o qual foi aprovado por unanimidade em 18 de janeiro de 1996.

## Homenagens
Em homenagem a Flávio Carvalho Molina, o Rio de Janeiro batizou uma rua com o seu nome. Em abril de 1991, Flávio foi condecorado com a Medalha Chico Mendes de Resistência.
Além disso, em 2017, três cemitérios de São Paulo ganharam placas para homenagear as vítimas da Ditadura Militar que foram sepultadas nos cemitérios municipais da cidade entre os anos de 1969 e 1979. Além dos nomes nas placas, houve também o plantio de árvores de Ipês nesses lugares.
O primeiro a receber a homenagem foi o Cemitério Dom Bosco, seguido do de Campo Grande e, por fim, o de Vila Formosa. O projeto, que contemplou o nome de Flávio Carvalho Molina, foi uma parceria entre três secretarias: a de Direitos Humanos e Cidadania (SMDHC), a do Verde e Meio Ambiente (SVMA) e a do Serviço Funerário do Município de São Paulo (SFMSP).
Em 10 de outubro de 2005, quando seus restos mortais foram entregues para seu irmão, Gilberto, houve um emocionante ato no auditório da Procuradoria da República de São Paulo. Lá esteve presente a mãe de Flávio que lutou por muitos anos em busca pelo filho desaparecido. Seu corpo foi sepultado no Cemitério São João Batista, no Rio de Janeiro.
Em 25 de setembro de 2008 o Ministério Público Federal requisitou a abertura de inquérito policial em face de Carlos Alberto Brilhante Ustra, Miguel Fernandes Zaninello, Arnaldo Siqueira, Renato Cappellano e José Henrique da Fonseca (documento em anexo).